# 阿拉-布加河
41°25′50″N 74°41′22″E / 41.4306°N 74.6895°E
阿拉-布加河是吉爾吉斯斯坦的河流，位於該國中部納倫州，屬於納倫河的左支流，河道全長180公里，流域面積5,820平方公里，平均流量每秒31立方米。